# 亞納-奧伊米亞康高地
亞納-奧伊米亞康高地是俄羅斯的高原，橫跨該國薩哈共和國、哈巴羅夫斯克邊疆區和馬加丹州，位於上揚斯克山脈和切爾斯基山脈之間，最高點波別達山海拔高度3,003米。